# Stenus
Stenus es un género de escarabajos estafilínidos semiacuáticos de la subfamilia Steninae, y probablemente el género más grande en el reino Animalia, con unas 3000 especies conocidas en todo el mundo (solo el género de escarabajos Agrilus es comparable en número). Son conocidos por emitir secreciones de glándulas pigidiales al nadar, las cuales reducen la tensión superficial y les permiten moverse en la superficie del agua.

## Especies
- Stenus abbreviatipennis
- Stenus abdominalis
- Stenus aberrans
- Stenus abilalaensis
- Stenus abilalamontis
- Stenus abkhasicola
- Stenus aboblitus
- Stenus abrasus
- Stenus abruzzorum
- Stenus absconditus
- Stenus abstrusus
- Stenus absurdus
- Stenus acamapichtli
- Stenus accola
- Stenus aceris
- Stenus acerrimus
- Stenus acestes
- Stenus achates
- Stenus achilles
- Stenus achyuta
- Stenus actephilus
- Stenus aculeatus
- Stenus acunculifer
- Stenus acupictus
- Stenus acutatus
- Stenus acutipes
- Stenus acutiunguis
- Stenus adamantinus
- Stenus adamsi
- Stenus addendus
- Stenus adebratti
- Stenus adelops
- Stenus adelphus
- Stenus adhiratha
- Stenus adisi
- Stenus adjunctus
- Stenus adonis
- Stenus advena
- Stenus aeneas
- Stenus aeneocupreus
- Stenus aeneofulgens
- Stenus aeneomicans
- Stenus aeneonitens
- Stenus aeneopullus
- Stenus aeneotinctus
- Stenus aeneovestis
- Stenus aenescens
- Stenus aenigma
- Stenus aequabilifrons
- Stenus aequabilipunctus
- Stenus aequus
- Stenus aeratus
- Stenus aereus
- Stenus aericeps
- Stenus aestivalis
- Stenus aestivus
- Stenus aethiopicus
- Stenus afer
- Stenus affaber
- Stenus africicolens
- Stenus agalmatias
- Stenus agamemnon
- Stenus agenor
- Stenus agilis
- Stenus agipes
- Stenus agitabilis
- Stenus aglaia
- Stenus agneya
- Stenus agni
- Stenus agostii
- Stenus agrestis
- Stenus agricola
- Stenus ahi
- Stenus ahuitzotl
- Stenus aias
- Stenus aila
- Stenus aindri
- Stenus airavata
- Stenus aja
- Stenus ajamila
- Stenus ajita
- Stenus akojagai
- Stenus akome
- Stenus akrura
- Stenus aksha
- Stenus akuli
- Stenus alacer
- Stenus albanicus
- Stenus albidicornis
- Stenus albipes
- Stenus alboguttatus
- Stenus alcibiades
- Stenus alcinous
- Stenus aldabranus
- Stenus alesi
- Stenus alexander
- Stenus alexanderi
- Stenus algiricus
- Stenus alienigenus
- Stenus alienoides
- Stenus alienus
- Stenus alioventralis
- Stenus allardi
- Stenus alluaudi
- Stenus almorensis
- Stenus alpaca
- Stenus alpicola
- Stenus altaicus
- Stenus alter
- Stenus alticola
- Stenus altitudinis
- Stenus altivagans
- Stenus alumnus
- Stenus alumoenus
- Stenus alutipennis
- Stenus alveolatus
- Stenus amabilis
- Stenus amagasui
- Stenus amamiensis
- Stenus amaniensis
- Stenus amaresvara
- Stenus amata
- Stenus amauta
- Stenus ambarisha
- Stenus ambiguus
- Stenus ambohitantely
- Stenus ambondrombe
- Stenus ambulabilis
- Stenus ambulator
- Stenus ambulatrix
- Stenus amenous
- Stenus americanus
- Stenus amida
- Stenus amissus
- Stenus amitabha
- Stenus amma
- Stenus amoenulus
- Stenus amoenus
- Stenus amor
- Stenus amphitrite
- Stenus amplicornis
- Stenus amplifrons
- Stenus ampliventris
- Stenus amshumat
- Stenus amurensis
- Stenus ananda
- Stenus anaranya
- Stenus anatipenis
- Stenus anatolicus
- Stenus anchises
- Stenus ancoralis
- Stenus ancoratus
- Stenus ancorellus
- Stenus ancorifer
- Stenus ancyleus
- Stenus andalusicus
- Stenus andamanensis
- Stenus andhaka
- Stenus andoi
- Stenus andreae
- Stenus andreas
- Stenus andrewesi
- Stenus andrewesianus
- Stenus andringitra
- Stenus aneomus
- Stenus anfractus
- Stenus angada
- Stenus angelinii
- Stenus angirasas
- Stenus angolanus
- Stenus anguinus
- Stenus angulipennis
- Stenus angusticeps
- Stenus angusticollis
- Stenus angustiformis
- Stenus angustipennis
- Stenus angustipes
- Stenus angustipunctatus
- Stenus angustitarsis
- Stenus angustus
- Stenus animisha
- Stenus annularis
- Stenus annulipes
- Stenus antaka
- Stenus antennarius
- Stenus antenor
- Stenus anteros
- Stenus anthracinus
- Stenus anthrax
- Stenus antillensis
- Stenus anu
- Stenus anushara
- Stenus anuvinda
- Stenus aoi
- Stenus apasmara
- Stenus apava
- Stenus apertus
- Stenus apfelbecki
- Stenus aphrodite
- Stenus apicalis
- Stenus apicidens
- Stenus apo
- Stenus apollo
- Stenus apomontis
- Stenus appalachianus
- Stenus appalachimontium
- Stenus approximatus
- Stenus apterus
- Stenus aquatalensis
- Stenus aquilonalis
- Stenus aquilonius
- Stenus arabicus
- Stenus arachnoides
- Stenus araiorum
- Stenus arator
- Stenus aratorius
- Stenus aratrifer
- Stenus araxis
- Stenus arborarius
- Stenus arbuda
- Stenus arcanifer
- Stenus archboldi
- Stenus arculus
- Stenus ardoricola
- Stenus ardra
- Stenus arenarius
- Stenus arenicola
- Stenus arens
- Stenus areolatus
- Stenus ares
- Stenus arfakmontium
- Stenus argentatus
- Stenus argentifer
- Stenus argentinus
- Stenus argentulus
- Stenus argus
- Stenus argutus
- Stenus argyraspides
- Stenus argyrodines
- Stenus argyroprata
- Stenus argyrorhytes
- Stenus argyrothrix
- Stenus argyrotoxus
- Stenus ariadne
- Stenus ariolus
- Stenus arisanus
- Stenus arjuna
- Stenus armatus
- Stenus armeniacus
- Stenus arnoldii
- Stenus arthriticus
- Stenus articulipenis
- Stenus artipennis
- Stenus aruna
- Stenus arunachalensis
- Stenus arvan
- Stenus aryaman
- Stenus asanga
- Stenus ascanius
- Stenus ascendens
- Stenus ascendor
- Stenus ashei
- Stenus asheianus
- Stenus ashmaka
- Stenus asiaticus
- Stenus asper
- Stenus aspericollis
- Stenus asperipennis
- Stenus asperrimus
- Stenus asphaltinus
- Stenus aspriformis
- Stenus aspripennis
- Stenus asprisculptus
- Stenus asprivestis
- Stenus asprohumilis
- Stenus assequens
- Stenus asserculifer
- Stenus assimulatus
- Stenus assingi
- Stenus astika
- Stenus astrictus
- Stenus asturicus
- Stenus asura
- Stenus asvaghosa
- Stenus asyura
- Stenus ater
- Stenus aterrimus
- Stenus atharvan
- Stenus athletes
- Stenus athleticus
- Stenus atratulus
- Stenus atri
- Stenus atrocyaneus
- Stenus atrolucens
- Stenus atromicans
- Stenus atrovestis
- Stenus atroviolaceus
- Stenus atrovirens
- Stenus attenboroughi
- Stenus attenuatus
- Stenus audax
- Stenus augur
- Stenus auguratus
- Stenus aurantiacoornatus
- Stenus aurantilicomus
- Stenus aureolus
- Stenus aureosetosus
- Stenus auricomans
- Stenus auricomus
- Stenus aurifer
- Stenus auriferoides
- Stenus aurigans
- Stenus auriger
- Stenus aurilegulus
- Stenus auropubescens
- Stenus austini
- Stenus australicus
- Stenus auttami
- Stenus autumnalis
- Stenus avatara
- Stenus axayacatl
- Stenus azeganus
- Stenus azurescens
- Stenus bacchus
- Stenus badaganus
- Stenus bahu
- Stenus baicalensis
- Stenus bajulus
- Stenus bakeri
- Stenus balfourbrownei
- Stenus baliensis
- Stenus balkei
- Stenus balnearius
- Stenus baloghi
- Stenus balzani
- Stenus bandarensis
- Stenus banghaasi
- Stenus bansengi
- Stenus baranowskii
- Stenus barbarae
- Stenus barbarus
- Stenus barbatus
- Stenus barbiellinii
- Stenus barndti
- Stenus barri
- Stenus bartolozzii
- Stenus basara
- Stenus basicornis
- Stenus basilewskyi
- Stenus batak
- Stenus batangluparensis
- Stenus batesi
- Stenus bauerinae
- Stenus baumanni
- Stenus bechyneae
- Stenus beckeri
- Stenus beesoni
- Stenus belli
- Stenus bellus
- Stenus benefactor
- Stenus bengle
- Stenus benickiellus
- Stenus berenice
- Stenus bernhauerianus
- Stenus besucheti
- Stenus betsileo
- Stenus bey
- Stenus bhutanus
- Stenus biblicus
- Stenus bicara
- Stenus bicolon
- Stenus bicoloripes
- Stenus bicornis
- Stenus bicuspis
- Stenus bidens
- Stenus bidenticollis
- Stenus bierigi
- Stenus bierigianus
- Stenus bifenestratus
- Stenus bifoveolatus
- Stenus bifrons
- Stenus bifurcatus
- Stenus bigemmatus
- Stenus bigemmosus
- Stenus biguttatus
- Stenus bihamatus
- Stenus biharmontis
- Stenus bilentigatus
- Stenus bilineatus
- Stenus biluminatus
- Stenus bilunatior
- Stenus bilunatoides
- Stenus bilunatus
- Stenus bimaculatoides
- Stenus bimaculatus
- Stenus binaghii
- Stenus binotatus
- Stenus bioculatus
- Stenus bipartitus
- Stenus biplagiatus
- Stenus bishamon
- Stenus bisignatus
- Stenus bispinoides
- Stenus bispinus
- Stenus bistigmosus
- Stenus bithynicus
- Stenus bivulneratus
- Stenus biwa
- Stenus biwenxuani
- Stenus blaisdelli
- Stenus blaisdellianus
- Stenus blandus
- Stenus bodhisattva
- Stenus boettcheri
- Stenus bohaci
- Stenus bohemicus
- Stenus boholensis
- Stenus bolivari
- Stenus bombicinus
- Stenus boops
- Stenus bordonii
- Stenus bosatsu
- Stenus bosnicus
- Stenus bostrychus
- Stenus brachati
- Stenus brachelytratus
- Stenus brachypterus
- Stenus brahmanus
- Stenus brancuccii
- Stenus brasilianus
- Stenus brasiliensis
- Stenus brendelli
- Stenus brevialatus
- Stenus brevicornis
- Stenus breviculus
- Stenus brevilineatus
- Stenus brevispinus
- Stenus brevitarsis
- Stenus brevivestis
- Stenus brighti
- Stenus brigita
- Stenus brivioi
- Stenus brookeianus
- Stenus brooksi
- Stenus bruchi
- Stenus brumalis
- Stenus brunnescens
- Stenus brunneus
- Stenus brunnipes
- Stenus bryophilus
- Stenus buccalis
- Stenus bucephalus
- Stenus bucinator
- Stenus bucinifer
- Stenus buddha
- Stenus buehleri
- Stenus bulirschi
- Stenus bullatus
- Stenus bullifrons
- Stenus bullipennis
- Stenus bunraku
- Stenus burckhardti
- Stenus burjaetus
- Stenus bussacoensis
- Stenus butrintensis
- Stenus cabrali
- Stenus cacamatzin
- Stenus cacique
- Stenus cactiventris
- Stenus cactus
- Stenus cacuminipenis
- Stenus cadoricola
- Stenus caecus
- Stenus caeles
- Stenus caelestinus
- Stenus caenicolus
- Stenus caesariatus
- Stenus cajeta
- Stenus calamei
- Stenus calamitosus
- Stenus calcaratus
- Stenus calcarifer
- Stenus calcariventris
- Stenus calceatus
- Stenus calceolipes
- Stenus californicus
- Stenus caligicola
- Stenus callens
- Stenus calliceps
- Stenus callicomus
- Stenus callidus
- Stenus callimorphus
- Stenus callipennis
- Stenus callithrix
- Stenus callopistes
- Stenus callosifrons
- Stenus callosus
- Stenus calosoma
- Stenus calvus
- Stenus calypso
- Stenus camelus
- Stenus cameratus
- Stenus campbellorum
- Stenus canaliculatus
- Stenus canariensis
- Stenus canescens
- Stenus cangshanus
- Stenus capensis
- Stenus capicola
- Stenus capillaceus
- Stenus capitalis
- Stenus capitaneus
- Stenus capitatus
- Stenus capito
- Stenus capitulatus
- Stenus capucinus
- Stenus carbonarius
- Stenus cardamomensis
- Stenus caricus
- Stenus carinatus
- Stenus cariniceps
- Stenus carinicollis
- Stenus carinipes
- Stenus cariniventris
- Stenus carolinae
- Stenus carpathicus
- Stenus cartwrighti
- Stenus carura
- Stenus caseyi
- Stenus caspius
- Stenus castaneus
- Stenus castillanus
- Stenus caucasicus
- Stenus cautus
- Stenus cavallomontis
- Stenus cavatigutta
- Stenus caviceps
- Stenus celebensis
- Stenus centeotl
- Stenus cephallenicus
- Stenus cephalo
- Stenus cephalotes
- Stenus ceramicola
- Stenus cerberus
- Stenus cerritulus
- Stenus cerritus
- Stenus cerromuertanus
- Stenus certatus
- Stenus ceylonicus
- Stenus chakratianus
- Stenus chakthongi
- Stenus chalcites
- Stenus chalybeus
- Stenus cham
- Stenus changi
- Stenus chasqui
- Stenus chatterjeei
- Stenus cheesmani
- Stenus cheesmanianus
- Stenus cheranganicus
- Stenus chiapasensis
- Stenus chilensis
- Stenus chimalpopoca
- Stenus chiricahuanus
- Stenus chiriquensis
- Stenus chlorophanus
- Stenus chloropterus
- Stenus chlorostigma
- Stenus chobauti
- Stenus cholo
- Stenus chyuluensis
- Stenus cibdelos
- Stenus cicindeloides
- Stenus cilicianus
- Stenus cinanomontis
- Stenus cincinnifer
- Stenus cinereus
- Stenus circe
- Stenus circularis
- Stenus circumflexus
- Stenus cirratitogatus
- Stenus cirratitunicatus
- Stenus cirrativestis
- Stenus cirrativestitus
- Stenus cirratus
- Stenus cirricinctus
- Stenus cirriformis
- Stenus cirriger
- Stenus cirrimicans
- Stenus cirrimirificus
- Stenus cirriornatus
- Stenus cirriostentans
- Stenus cirripraestans
- Stenus cirritogatus
- Stenus cirritunicatus
- Stenus cirrivarians
- Stenus cirrivestis
- Stenus cirrivestitus
- Stenus cirrus
- Stenus clainpanaini
- Stenus clandestinus
- Stenus clarigutta
- Stenus claritarsis
- Stenus clarkei
- Stenus clarostigma
- Stenus clavalipenis
- Stenus clavicornis
- Stenus clavifer
- Stenus cleopatra
- Stenus clingmanmontis
- Stenus clio
- Stenus clivosus
- Stenus clunispicatus
- Stenus coalitipennis
- Stenus coalitus
- Stenus coarcticollis
- Stenus cochabambaensis
- Stenus coelestis
- Stenus coelogaster
- Stenus coeruleus
- Stenus coffeatus
- Stenus coiffaiti
- Stenus coiffaitiellus
- Stenus colasi
- Stenus colimamontis
- Stenus collaris
- Stenus collarti
- Stenus collium
- Stenus colon
- Stenus colonus
- Stenus colosseus
- Stenus colossipennis
- Stenus colubrinus
- Stenus columbianus
- Stenus columbus
- Stenus comes
- Stenus comma
- Stenus commaculatus
- Stenus commilito
- Stenus communicatus
- Stenus comoranus
- Stenus complicipenis
- Stenus compressicollis
- Stenus compressus
- Stenus comptus
- Stenus concameratus
- Stenus concaviceps
- Stenus concavifrons
- Stenus concavus
- Stenus concinnus
- Stenus condei
- Stenus conductor
- Stenus confertus
- Stenus conflictatus
- Stenus confluens
- Stenus confrater
- Stenus confusaneus
- Stenus confusus
- Stenus congeminatus
- Stenus conjectus
- Stenus connatus
- Stenus conseminiger
- Stenus consentaneus
- Stenus consobrinus
- Stenus consociatus
- Stenus consors
- Stenus conspiratus
- Stenus constellatus
- Stenus consularis
- Stenus contaminatus
- Stenus continentalis
- Stenus contrusus
- Stenus contumax
- Stenus convergens
- Stenus convexiusculus
- Stenus cooki
- Stenus cooperi
- Stenus cooteri
- Stenus cooterianus
- Stenus cordatoides
- Stenus cordatus
- Stenus cordicollis
- Stenus cordilleranus
- Stenus coriaceus
- Stenus cornelli
- Stenus corniculifer
- Stenus corniculus
- Stenus corniventris
- Stenus coronatus
- Stenus coronulifer
- Stenus corporaali
- Stenus correctus
- Stenus corrosus
- Stenus corrugatus
- Stenus corticihabitans
- Stenus corticivagans
- Stenus corugnaensis
- Stenus coruscatus
- Stenus coruscus
- Stenus coryndoni
- Stenus cosiciensis
- Stenus costalis
- Stenus costipennis
- Stenus cottianus
- Stenus crassescens
- Stenus crassiceps
- Stenus crassipennis
- Stenus crassipes
- Stenus crassiusculus
- Stenus crassus
- Stenus creberrimus
- Stenus crebriventris
- Stenus crenicollis
- Stenus creusa
- Stenus cribellatus
- Stenus cribratus
- Stenus cribriceps
- Stenus cribricollis
- Stenus crinitus
- Stenus croceatus
- Stenus croceipennis
- Stenus croceipes
- Stenus crocodiloides
- Stenus croesus
- Stenus cruentus
- Stenus cruralis
- Stenus cryptophagus
- Stenus cuauhtemoc
- Stenus cubensis
- Stenus cuccodoroi
- Stenus cucumeroides
- Stenus cuitlahuac
- Stenus cumatilis
- Stenus cuneatus
- Stenus cupido
- Stenus cupreipennis
- Stenus cupreomicans
- Stenus cupreosplendens
- Stenus cupreus
- Stenus curaca
- Stenus currax
- Stenus cursitor
- Stenus curtipennis
- Stenus curtus
- Stenus curvaticellus
- Stenus curvus
- Stenus cuzcoensis
- Stenus cyanellus
- Stenus cyaneomicans
- Stenus cyaneonitens
- Stenus cyaneosplendens
- Stenus cyaneotinctus
- Stenus cyaneotogatus
- Stenus cyaneovestis
- Stenus cyanescens
- Stenus cyaneus
- Stenus cyanochloris
- Stenus cyanogaster
- Stenus cyanomelas
- Stenus cyanosoma
- Stenus cygnipenis
- Stenus cylindricollis
- Stenus cylindricus
- Stenus cypriacus
- Stenus dabacola
- Stenus dabaensis
- Stenus dabashanus
- Stenus dacus
- Stenus daguerrei
- Stenus dahli
- Stenus daicongchaoi
- Stenus daigonis
- Stenus daikoku
- Stenus daimio
- Stenus dainichi
- Stenus dajak
- Stenus damingshanus
- Stenus dampfi
- Stenus daphne
- Stenus dapitananus
- Stenus darius
- Stenus dashaheensis
- Stenus davaoensis
- Stenus davidhulli
- Stenus davidsharpi
- Stenus decellei
- Stenus decemguttatus
- Stenus decens
- Stenus deceptiosus
- Stenus decoloripes
- Stenus decoratus
- Stenus decoripennis
- Stenus deductus
- Stenus deformatus
- Stenus defraudator
- Stenus deiphobus
- Stenus dekeyseri
- Stenus delawarensis
- Stenus delectus
- Stenus delicatulus
- Stenus delicatus
- Stenus deliciosus
- Stenus deliculus
- Stenus delphinus
- Stenus deltoides
- Stenus deludens
- Stenus dembickyi
- Stenus densepilosus
- Stenus densipennis
- Stenus dentelloides
- Stenus dentellus
- Stenus denticaudatus
- Stenus denticollis
- Stenus denticulatus
- Stenus denticulifer
- Stenus dentipes
- Stenus denudatus
- Stenus depilis
- Stenus deplanatus
- Stenus depressiusculus
- Stenus depressus
- Stenus depsarius
- Stenus derwisch
- Stenus desaegeri
- Stenus desertor
- Stenus despectus
- Stenus destitutus
- Stenus detector
- Stenus detestabilis
- Stenus detestatus
- Stenus deva
- Stenus devius
- Stenus diabolus
- Stenus diana
- Stenus dido
- Stenus dieganus
- Stenus difficilis
- Stenus diffidens
- Stenus dikoyaensis
- Stenus dilatatus
- Stenus dilatipennis
- Stenus dilativentris
- Stenus dimidiatus
- Stenus diomedes
- Stenus dispar
- Stenus displicatus
- Stenus dissentiens
- Stenus dissimilis
- Stenus dissimulans
- Stenus distans
- Stenus disterminus
- Stenus distinctus
- Stenus distinguendus
- Stenus distortus
- Stenus divergens
- Stenus diversiventris
- Stenus diversus
- Stenus docilis
- Stenus dodabettumontis
- Stenus doderoi
- Stenus dodwensis
- Stenus dohertyi
- Stenus dolon
- Stenus dolosus
- Stenus domburi
- Stenus donabaueri
- Stenus dongbaishanus
- Stenus doryphorus
- Stenus drawida
- Stenus drechseli
- Stenus dubitabilis
- Stenus dubitativus
- Stenus duplicigutta
- Stenus duplopunctatus
- Stenus dusius
- Stenus dusun
- Stenus dybasi
- Stenus dybasianus
- Stenus ebisu
- Stenus echiniventris
- Stenus ecuadorensis
- Stenus egenoides
- Stenus egenulus
- Stenus egenus
- Stenus egregius
- Stenus electrigemmatus
- Stenus electrigemmeus
- Stenus electriger
- Stenus electrigutta
- Stenus electrinotatus
- Stenus electristigma
- Stenus electrus
- Stenus elegans
- Stenus elegantulus
- Stenus elephas
- Stenus elevatifrons
- Stenus elgonensis
- Stenus ellipsoides
- Stenus ellipticollis
- Stenus ellipticus
- Stenus elliptiventris
- Stenus elongatiformis
- Stenus elongatus
- Stenus emancipatus
- Stenus emasculatus
- Stenus emasmontis
- Stenus emeishanus
- Stenus emily
- Stenus enareanus
- Stenus endemus
- Stenus endociliatus
- Stenus endosquameus
- Stenus endroedyanus
- Stenus endroedyi
- Stenus enma
- Stenus eques
- Stenus eremitoides
- Stenus eremitus
- Stenus erlanganus
- Stenus erlangmontium
- Stenus erlangshanus
- Stenus ernstjuengeri
- Stenus eros
- Stenus erythrocnemus
- Stenus erythropus
- Stenus escensus
- Stenus etsukoae
- Stenus eumaius
- Stenus eumerus
- Stenus euphorbus
- Stenus europaeus
- Stenus europs
- Stenus eurous
- Stenus eurycnemus
- Stenus evexifrons
- Stenus excellens
- Stenus excisus
- Stenus excubitor
- Stenus exesus
- Stenus expansus
- Stenus explanipennis
- Stenus exploratus
- Stenus expugnator
- Stenus exsecratus
- Stenus exspectatus
- Stenus exspoliatus
- Stenus extensus
- Stenus exter
- Stenus exulans
- Stenus facetus
- Stenus fageli
- Stenus fagelianus
- Stenus fageliellus
- Stenus faitoutei
- Stenus falcatipes
- Stenus falcifer
- Stenus falcipenis
- Stenus falcipes
- Stenus falini
- Stenus falinianus
- Stenus fallaciosus
- Stenus fallaciter
- Stenus fallax
- Stenus falsator
- Stenus falsidicus
- Stenus falsiloquax
- Stenus falsus
- Stenus fasciculatus
- Stenus fastigialis
- Stenus favoides
- Stenus feae
- Stenus feaianus
- Stenus feldmanni
- Stenus fellowesi
- Stenus femoratus
- Stenus femoridens
- Stenus fenestralis
- Stenus fenestrulifer
- Stenus fengyangshanus
- Stenus fenyesi
- Stenus fernandopoensis
- Stenus ferreirai
- Stenus ferus
- Stenus festivus
- Stenus fiebrigi
- Stenus figulus
- Stenus finalis
- Stenus finitimus
- Stenus finitor
- Stenus fisheri
- Stenus fissipenis
- Stenus fissus
- Stenus fistulosus
- Stenus flagellifer
- Stenus flagrans
- Stenus flagrifer
- Stenus flammeus
- Stenus flavicornis
- Stenus flavidulus
- Stenus flavipalpis
- Stenus flavipes
- Stenus flavocinctus
- Stenus flavocingulatus
- Stenus flavofasciatus
- Stenus flavohumeralis
- Stenus flavostigma
- Stenus flavotaeniatus
- Stenus flavovittatus
- Stenus flexuosus
- Stenus flinti
- Stenus flohri
- Stenus floresicus
- Stenus focarilei
- Stenus foliaceus
- Stenus formicetorum
- Stenus formosanus
- Stenus fornicativentris
- Stenus fornicatus
- Stenus forniciventris
- Stenus fortepunctatus
- Stenus fortunatoris
- Stenus fortunatus
- Stenus fossipennis
- Stenus fossulatus
- Stenus franki
- Stenus franklini
- Stenus franzianus
- Stenus frater
- Stenus fraterculus
- Stenus frequens
- Stenus fretus
- Stenus friebi
- Stenus frigidus
- Stenus frontalis
- Stenus fronto
- Stenus fruhstorferi
- Stenus frustratus
- Stenus fugu
- Stenus fujianensis
- Stenus fujiensis
- Stenus fujimontis
- Stenus fukiensis
- Stenus fukuimontium
- Stenus fulgens
- Stenus fulgescens
- Stenus fulgidiventris
- Stenus fulgidulus
- Stenus fulgidus
- Stenus fulgurans
- Stenus fulgurator
- Stenus fulgureus
- Stenus fulvescens
- Stenus fulvicornis
- Stenus fulviventris
- Stenus fulvivestis
- Stenus fulvoguttatus
- Stenus fulvohumeralis
- Stenus furcifer
- Stenus furcillatus
- Stenus furcillifer
- Stenus fuscativestis
- Stenus fuscatus
- Stenus fusciceps
- Stenus fuscicornis
- Stenus fuscicorpus
- Stenus fusciformis
- Stenus fuscipennis
- Stenus fuscipes
- Stenus fuscisplendens
- Stenus fuscitogatus
- Stenus fuscivestitus
- Stenus fuscus
- Stenus gabonensis
- Stenus gagyumontis
- Stenus gajisanensis
- Stenus galilaeus
- Stenus galla
- Stenus gallicus
- Stenus gamai
- Stenus ganglbaueri
- Stenus gansuensis
- Stenus ganymed
- Stenus gaoershimontis
- Stenus gaoligongmontium
- Stenus garambensis
- Stenus garavitoensis
- Stenus gardneri
- Stenus gastralis
- Stenus gaucho
- Stenus gautama
- Stenus gayi
- Stenus gayndahensis
- Stenus gedyei
- Stenus geiseri
- Stenus geisha
- Stenus geminorum
- Stenus gemmeus
- Stenus genalis
- Stenus geniculatus
- Stenus gentilis
- Stenus gerardi
- Stenus gerardianus
- Stenus gertschi
- Stenus gestroi
- Stenus gibbericollis
- Stenus gibberosicollis
- Stenus gibbicollis
- Stenus gibbus
- Stenus gigacephalus
- Stenus gigas
- Stenus gilae
- Stenus giluwemontis
- Stenus gion
- Stenus giushin
- Stenus givensi
- Stenus glabellus
- Stenus glaber
- Stenus glabratus
- Stenus glabrescens
- Stenus glabrior
- Stenus glacialis
- Stenus gloriosus
- Stenus gobialtaicus
- Stenus godmani
- Stenus golovatchi
- Stenus gonggashanus
- Stenus gopi
- Stenus goudoti
- Stenus gracilescens
- Stenus graciliformis
- Stenus gracilior
- Stenus gracilipes
- Stenus graciliventris
- Stenus graminicola
- Stenus grancanariae
- Stenus grandimaculatus
- Stenus grandimatrix
- Stenus grandipennis
- Stenus grassator
- Stenus gratiosus
- Stenus gravidus
- Stenus grebennikovi
- Stenus greensladei
- Stenus gressitti
- Stenus grisescens
- Stenus grocae
- Stenus grossepunctatus
- Stenus guagua
- Stenus guangxiensis
- Stenus gubernator
- Stenus guglielmomontis
- Stenus guilanensis
- Stenus guillaumeianus
- Stenus guniujiangensis
- Stenus guru
- Stenus gusarovi
- Stenus guttalis
- Stenus guttula
- Stenus guttulifer
- Stenus guynemeri
- Stenus gyrosus
- Stenus habashanus
- Stenus habropedilus
- Stenus habropus
- Stenus hades
- Stenus hagai
- Stenus hagenensis
- Stenus haginoi
- Stenus hagoromo
- Stenus hainanensis
- Stenus hainanicola
- Stenus haitiensis
- Stenus hajeki
- Stenus hakonensis
- Stenus hamatipenis
- Stenus hamiltoni
- Stenus hammondi
- Stenus hammondianus
- Stenus hanagarthi
- Stenus hanami
- Stenus hannia
- Stenus hannibal
- Stenus hansmalickyi
- Stenus haravec
- Stenus haribe
- Stenus harpagipenis
- Stenus harpagiphallus
- Stenus harpagonifer
- Stenus harry
- Stenus hartmeyeri
- Stenus hastatus
- Stenus hayashii
- Stenus hebes
- Stenus hebetifrons
- Stenus hechiensis
- Stenus hector
- Stenus heeri
- Stenus heinzianus
- Stenus heinziellus
- Stenus heissi
- Stenus helena
- Stenus helleri
- Stenus helvitarsis
- Stenus henrii
- Stenus hephaistus
- Stenus herbaceus
- Stenus heredianus
- Stenus heres
- Stenus hermani
- Stenus hermanianus
- Stenus hermes
- Stenus hessei
- Stenus hestiocorus
- Stenus heterocerus
- Stenus hewenjiae
- Stenus heydeni
- Stenus hidalgo
- Stenus hiekei
- Stenus hijiri
- Stenus hilfi
- Stenus hime
- Stenus himiko
- Stenus hindu
- Stenus hinojosai
- Stenus hippodamea
- Stenus hirashimai
- Stenus hirtellus
- Stenus hirthei
- Stenus hirtheianus
- Stenus hirtiventris
- Stenus hirtus
- Stenus hispidus
- Stenus hlavaci
- Stenus hoelzeli
- Stenus hogansoni
- Stenus holdhausi
- Stenus holmbergii
- Stenus holmgreni
- Stenus holmi
- Stenus holzeri
- Stenus holzerianus
- Stenus holzschuhi
- Stenus honestus
- Stenus hopffgarteni
- Stenus horioni
- Stenus hornabrooki
- Stenus hornensis
- Stenus hoshinai
- Stenus hospes
- Stenus hospitalis
- Stenus hospitator
- Stenus hospitus
- Stenus hosticus
- Stenus hostifer
- Stenus hostiferoides
- Stenus hostificus
- Stenus hostilis
- Stenus hostis
- Stenus hotei
- Stenus houhanmontis
- Stenus houomontis
- Stenus houou
- Stenus hromadkaianus
- Stenus hseuhmontis
- Stenus huabeiensis
- Stenus huakamayok
- Stenus huangganmontium
- Stenus huanghaoi
- Stenus huapingensis
- Stenus huggerti
- Stenus hui
- Stenus huitzilhuitl
- Stenus hujiayaoi
- Stenus humboldti
- Stenus humeralis
- Stenus humicola
- Stenus humidulus
- Stenus humilis
- Stenus hydrocephalus
- Stenus hyperboreus
- Stenus hyperpilus
- Stenus hypobifrons
- Stenus hypocameratus
- Stenus hypocrites
- Stenus hypomelas
- Stenus hypoproditor
- Stenus hypostenoides
- Stenus hypovelox
- Stenus hypsidromus
- Stenus ianthinipennis
- Stenus ichihashii
- Stenus ichikawai
- Stenus icon
- Stenus idoneus
- Stenus igarapecola
- Stenus ignifuga
- Stenus ignobilis
- Stenus ignoratus
- Stenus ignotus
- Stenus illautus
- Stenus illevigatus
- Stenus illotulus
- Stenus illusor
- Stenus imadatei
- Stenus imasakai
- Stenus imitator
- Stenus imitatus
- Stenus immaculatus
- Stenus immarginatus
- Stenus immigratus
- Stenus immodicus
- Stenus immsi
- Stenus impar
- Stenus imperator
- Stenus implicitus
- Stenus impolitus
- Stenus impressicollis
- Stenus impressus
- Stenus improbus
- Stenus inaequatus
- Stenus inaestimatus
- Stenus inamatus
- Stenus inamoenus
- Stenus inanis
- Stenus inaspectus
- Stenus inassuetus
- Stenus inbecillus
- Stenus incalcaratus
- Stenus incanus
- Stenus incarinatus
- Stenus incautus
- Stenus incisifrons
- Stenus incisiventris
- Stenus inclarescens
- Stenus incognitus
- Stenus incommodus
- Stenus inconsentiens
- Stenus inconspicuus
- Stenus inconveniens
- Stenus incorrectus
- Stenus incrassatus
- Stenus incribratus
- Stenus incumbens
- Stenus incurvatus
- Stenus indagator
- Stenus indecoratus
- Stenus indicus
- Stenus indifferens
- Stenus indignandus
- Stenus indinoscibilis
- Stenus indra
- Stenus indubius
- Stenus inductorius
- Stenus inegenus
- Stenus inexoptatus
- Stenus inexoratus
- Stenus infaustus
- Stenus inflaticollis
- Stenus infucatus
- Stenus infuscatus
- Stenus infuscivestis
- Stenus infuscus
- Stenus ingens
- Stenus inimitabilis
- Stenus iniquicollis
- Stenus iniquus
- Stenus iniustus
- Stenus inka
- Stenus innobilitatus
- Stenus innuptus
- Stenus inopinus
- Stenus insignatus
- Stenus insignis
- Stenus inspector
- Stenus insperabilis
- Stenus instratus
- Stenus insulanus
- Stenus insularis
- Stenus insulindicola
- Stenus insulindicus
- Stenus insultator
- Stenus insuspicabilis
- Stenus intererrans
- Stenus interfulgio
- Stenus interlatens
- Stenus intermedius
- Stenus interminatus
- Stenus intermixtus
- Stenus internuntius
- Stenus interpolator
- Stenus interrogatorius
- Stenus interstes
- Stenus interventor
- Stenus interversus
- Stenus inti
- Stenus intolerabilis
- Stenus intonsus
- Stenus intralituus
- Stenus intrarius
- Stenus intricatus
- Stenus intrusus
- Stenus intumescens
- Stenus inutilis
- Stenus invidiosus
- Stenus invocatus
- Stenus irmleri
- Stenus irritator
- Stenus irroreus
- Stenus israel
- Stenus iugalis
- Stenus iustus
- Stenus izanagi
- Stenus izcoatl
- Stenus jaccoudi
- Stenus jacuticus
- Stenus jaechi
- Stenus jaegeri
- Stenus jamaicensis
- Stenus jamesashei
- Stenus janae
- Stenus janbellini
- Stenus janetscheki
- Stenus japonicus
- Stenus jarrigei
- Stenus javanus
- Stenus jeanneli
- Stenus jeffersoni
- Stenus jelineki
- Stenus jenisi
- Stenus jessicae
- Stenus jiajinshanus
- Stenus jiangrixini
- Stenus jindingianus
- Stenus jinxiuensis
- Stenus jiudingshanus
- Stenus jiulongshanus
- Stenus jocosus
- Stenus josefa
- Stenus josefkrali
- Stenus jovino
- Stenus jubatipenis
- Stenus jucundus
- Stenus jukata
- Stenus juliae
- Stenus julus
- Stenus juno
- Stenus jurojin
- Stenus kagura
- Stenus kaguruensis
- Stenus kaguyahime
- Stenus kahleni
- Stenus kaibesarensis
- Stenus kajika
- Stenus kalamboensis
- Stenus kalimantanus
- Stenus kama
- Stenus kambaitiensis
- Stenus kambyses
- Stenus kamerunensis
- Stenus kamezawai
- Stenus kamhaengi
- Stenus kanzeon
- Stenus kapac
- Stenus karnatakanus
- Stenus kasantsevi
- Stenus kashmiricus
- Stenus kasompiensis
- Stenus kastcheevi
- Stenus kasumi
- Stenus kasyapa
- Stenus katangladmontis
- Stenus katoi
- Stenus katompeanus
- Stenus kazami
- Stenus keman
- Stenus kempi
- Stenus kenyanensis
- Stenus kenyanus
- Stenus keralaensis
- Stenus kerinciensis
- Stenus kerincimontis
- Stenus kethleyi
- Stenus khnzoriani
- Stenus khnzorianianus
- Stenus kibalensis
- Stenus kiesenwetteri
- Stenus kirghisorum
- Stenus kirin
- Stenus kisantuanus
- Stenus kishimotoi
- Stenus kishimotoianus
- Stenus kitondoensis
- Stenus kivuensis
- Stenus kiyosumiensis
- Stenus kleebergianus
- Stenus kleebergiellus
- Stenus klimschi
- Stenus kobensis
- Stenus kobiensis
- Stenus kodadai
- Stenus koebelei
- Stenus koerneri
- Stenus koinobori
- Stenus kokie
- Stenus kolbei
- Stenus komonoensis
- Stenus kongsbergensis
- Stenus kopetmontium
- Stenus koreanus
- Stenus kovaci
- Stenus kraatzi
- Stenus kryzhanovskii
- Stenus kshatriya
- Stenus kuanmontis
- Stenus kuatunensis
- Stenus kubani
- Stenus kubera
- Stenus kuborensis
- Stenus kuennemanni
- Stenus kumoma
- Stenus kurbatovi
- Stenus kurilensis
- Stenus kurnakovianus
- Stenus kurseonginus
- Stenus kushanus
- Stenus kwaiensis
- Stenus kyushuensis
- Stenus labilis
- Stenus laborator
- Stenus laboriosus
- Stenus lac
- Stenus laccophilus
- Stenus laceratus
- Stenus lacertoides
- Stenus lacertosus
- Stenus laciniferus
- Stenus lacrimulus
- Stenus laertes
- Stenus laetificus
- Stenus laetipes
- Stenus laetulus
- Stenus laevifrons
- Stenus laevigatus
- Stenus lagopodis
- Stenus lampros
- Stenus lancearius
- Stenus lanceatus
- Stenus lanceolatus
- Stenus lanceolifer
- Stenus lancifer
- Stenus lancifrons
- Stenus languidus
- Stenus languor
- Stenus lanicutis
- Stenus lanosivestis
- Stenus lanosus
- Stenus lanuginosipes
- Stenus lanuginosus
- Stenus laoticus
- Stenus lapsus
- Stenus lasti
- Stenus latebricola
- Stenus latens
- Stenus lateralis
- Stenus lateralistriatus
- Stenus laticeps
- Stenus latifrons
- Stenus latilabris
- Stenus latinus
- Stenus latipectus
- Stenus latipennis
- Stenus latissimus
- Stenus latitarsis
- Stenus lavinia
- Stenus leai
- Stenus lecoqi
- Stenus lederi
- Stenus leechi
- Stenus leechianus
- Stenus leehermani
- Stenus legionarius
- Stenus leileri
- Stenus leilerianus
- Stenus leileriellus
- Stenus leleupi
- Stenus lempiranus
- Stenus lemur
- Stenus lemurellus
- Stenus lenaensis
- Stenus lenicyaneus
- Stenus lenkoranus
- Stenus leonhardi
- Stenus leontopolitanus
- Stenus leopoldi
- Stenus leprieuri
- Stenus leptocerus
- Stenus leptodomus
- Stenus leptomorphus
- Stenus leptopus
- Stenus leptosoma
- Stenus lescheni
- Stenus leucadiae
- Stenus levasseuri
- Stenus levivestis
- Stenus lewisiellus
- Stenus lewisius
- Stenus liangtangi
- Stenus lianhuashanus
- Stenus libanicus
- Stenus liechtensteini
- Stenus lijinweni
- Stenus limatulus
- Stenus limicola
- Stenus limitaneus
- Stenus lindemanni
- Stenus linearis
- Stenus lineatus
- Stenus lineola
- Stenus lingulatipenis
- Stenus litoreus
- Stenus liupanshanus
- Stenus liuyei
- Stenus liuyixiaoi
- Stenus lizipingus
- Stenus llayca
- Stenus loebli
- Stenus lohsei
- Stenus lombokensis
- Stenus lomholdti
- Stenus longchishanicus
- Stenus longepilosus
- Stenus longetaeniatus
- Stenus longicomatus
- Stenus longinoi
- Stenus longipes
- Stenus longisetosus
- Stenus longitarsis
- Stenus longiventris
- Stenus longoculatus
- Stenus lopchuensis
- Stenus lorianus
- Stenus lorifer
- Stenus louwerensi
- Stenus luandaensis
- Stenus lubomiri
- Stenus lucens
- Stenus ludicer
- Stenus ludyi
- Stenus lugens
- Stenus lunatus
- Stenus lunulifer
- Stenus luojiensis
- Stenus luojimontis
- Stenus luoleeorum
- Stenus lustrator
- Stenus luteofasciatus
- Stenus luteogutta
- Stenus luteolunatus
- Stenus luteolunulatus
- Stenus luteomaculatus
- Stenus luteonotatus
- Stenus lutzi
- Stenus luzonensis
- Stenus maai
- Stenus macehualli
- Stenus macellus
- Stenus machadoi
- Stenus machulkai
- Stenus macies
- Stenus macilentus
- Stenus macrocephalus
- Stenus macrophallus
- Stenus maculatus
- Stenus maculifer
- Stenus maculiger
- Stenus madecassa
- Stenus madens
- Stenus madurensis
- Stenus magnatus
- Stenus magnepunctatus
- Stenus magnificus
- Stenus magnopunctatus
- Stenus maharaja
- Stenus mahatma
- Stenus maiko
- Stenus maitreya
- Stenus malabarensis
- Stenus malefactor
- Stenus malickyanus
- Stenus malickyellus
- Stenus malickyi
- Stenus malignus
- Stenus malkini
- Stenus mammops
- Stenus manankazo
- Stenus mandli
- Stenus manga
- Stenus mangdangshanus
- Stenus manjusri
- Stenus mantiqueira
- Stenus manusicola
- Stenus maoershanus
- Stenus maquilinganus
- Stenus mara
- Stenus margareti
- Stenus marginifer
- Stenus marginiventris
- Stenus mariae
- Stenus mariannae
- Stenus maritimus
- Stenus maromiza
- Stenus marshalli
- Stenus martae
- Stenus martensi
- Stenus martensianus
- Stenus maruyamai
- Stenus masaakii
- Stenus masatakai
- Stenus masurianus
- Stenus mathani
- Stenus matobai
- Stenus matsaboryanus
- Stenus matumbiensis
- Stenus mauta
- Stenus mawenliae
- Stenus mazureki
- Stenus mediocris
- Stenus medus
- Stenus megacephalus
- Stenus megalophallus
- Stenus megalops
- Stenus megas
- Stenus megelytratus
- Stenus megops
- Stenus melanarius
- Stenus melanchrus
- Stenus melanopus
- Stenus memmius
- Stenus mendeboensis
- Stenus mendicus
- Stenus mendosus
- Stenus menelaus
- Stenus mercator
- Stenus merens
- Stenus merhabalis
- Stenus meridionalis
- Stenus merina
- Stenus merkli
- Stenus merumontis
- Stenus messorphilus
- Stenus mestiza
- Stenus metallescens
- Stenus metallicoides
- Stenus metallicus
- Stenus mexicanus
- Stenus meyeri
- Stenus meyi
- Stenus micangmontium
- Stenus michaelensis
- Stenus micropterus
- Stenus micros
- Stenus micuba
- Stenus midas
- Stenus mikado
- Stenus mikawanis
- Stenus miles
- Stenus milleporus
- Stenus millepunctus
- Stenus milloti
- Stenus mimicus
- Stenus mimologus
- Stenus minangkabauanus
- Stenus mindanaoensis
- Stenus mingyueshanus
- Stenus minimus
- Stenus minutalis
- Stenus minutissimus
- Stenus miriventris
- Stenus miroku
- Stenus mirus
- Stenus misaraka
- Stenus miser
- Stenus mithracifer
- Stenus mitra
- Stenus miwai
- Stenus mixcoatl
- Stenus mixtus
- Stenus miyama
- Stenus moctezuma
- Stenus modicus
- Stenus mohelianus
- Stenus molestus
- Stenus mombassanus
- Stenus mon
- Stenus monachus
- Stenus mongkuti
- Stenus mongolicus
- Stenus monomerus
- Stenus monstrabilis
- Stenus monstrificus
- Stenus monstrosicollis
- Stenus montanicolus
- Stenus montenegrinus
- Stenus monteverdensis
- Stenus monticolens
- Stenus monticurrens
- Stenus montifactus
- Stenus montigenus
- Stenus montignarus
- Stenus montihabitans
- Stenus montinatus
- Stenus montisedens
- Stenus montitenens
- Stenus montium
- Stenus montivagans
- Stenus montivagus
- Stenus montivivens
- Stenus montosus
- Stenus morator
- Stenus moraveci
- Stenus morio
- Stenus moritzi
- Stenus moroensis
- Stenus morosus
- Stenus morvani
- Stenus mrazi
- Stenus mucronatus
- Stenus muelleri
- Stenus mufti
- Stenus mulanjemontis
- Stenus multiclavatus
- Stenus multidentatus
- Stenus multispinus
- Stenus muluensis
- Stenus mundulus
- Stenus muscorum
- Stenus musicola
- Stenus mussardi
- Stenus mutgo
- Stenus myohyangensis
- Stenus mysterialis
- Stenus mysticus
- Stenus mystiformis
- Stenus nabanhensis
- Stenus nachiensis
- Stenus nagarjuna
- Stenus naias
- Stenus nairobiensis
- Stenus naivashaensis
- Stenus nakanei
- Stenus nanlingmontis
- Stenus nanus
- Stenus naomii
- Stenus napoensis
- Stenus naso
- Stenus nasutus
- Stenus natalensis
- Stenus naturalis
- Stenus neboissi
- Stenus nebulo
- Stenus nebulosus
- Stenus necopinus
- Stenus nefas
- Stenus neglectus
- Stenus nemoralis
- Stenus nemorosus
- Stenus nepalensis
- Stenus nepos
- Stenus neptunus
- Stenus nereis
- Stenus nestor
- Stenus nevermanni
- Stenus nibamontis
- Stenus nigellus
- Stenus nigerrimus
- Stenus nigratus
- Stenus nigraureolus
- Stenus nigrescens
- Stenus nigricans
- Stenus nigriceps
- Stenus nigricolor
- Stenus nigricoloratus
- Stenus nigrificatus
- Stenus nigripontis
- Stenus nigrita
- Stenus nigritulus
- Stenus nigritus
- Stenus nigrivestis
- Stenus nigronitens
- Stenus nigrosplendens
- Stenus nilgiriensis
- Stenus nimborum
- Stenus nimbosus
- Stenus ninii
- Stenus nipponomontanus
- Stenus nishikawai
- Stenus nitens
- Stenus nitescens
- Stenus nitidiceps
- Stenus nitidiusculus
- Stenus nitidiventris
- Stenus nitidulus
- Stenus nitipennis
- Stenus niveus
- Stenus nobilis
- Stenus noctivagus
- Stenus nocturnus
- Stenus nodicollis
- Stenus nodipes
- Stenus nogohakusanus
- Stenus nomurai
- Stenus nomuraianus
- Stenus notabilifrons
- Stenus notaculipennis
- Stenus notatipennis
- Stenus nothus
- Stenus notipennis
- Stenus novoteutonicus
- Stenus nubilus
- Stenus nucifragibulum
- Stenus nudus
- Stenus numidianus
- Stenus nurdaghensis
- Stenus nusta
- Stenus nyoirin
- Stenus nyorai
- Stenus obconicus
- Stenus obductus
- Stenus obesus
- Stenus obliquegutta
- Stenus obliquemaculatus
- Stenus obliquenotatus
- Stenus oblitus
- Stenus oblongulus
- Stenus obscuratus
- Stenus obscurefactus
- Stenus obscurellus
- Stenus obscuricornis
- Stenus obscuripalpis
- Stenus obscuripes
- Stenus obscuroguttatus
- Stenus occidentalis
- Stenus ocellatus
- Stenus ochiba
- Stenus ochropus
- Stenus ocrearius
- Stenus ocreatus
- Stenus oculifer
- Stenus odysseus
- Stenus oemanus
- Stenus ogloblini
- Stenus ognatei
- Stenus ohbayashii
- Stenus ohishii
- Stenus ohtoensis
- Stenus oisami
- Stenus ojedai
- Stenus okamotoi
- Stenus okavangoensis
- Stenus okiensis
- Stenus oligochaetus
- Stenus olivaceus
- Stenus oliverbetzi
- Stenus olliformis
- Stenus ometochtli
- Stenus omogoensis
- Stenus oneili
- Stenus onerosus
- Stenus oni
- Stenus operosus
- Stenus opilionipes
- Stenus opportunus
- Stenus opticus
- Stenus oreas
- Stenus oregonensis
- Stenus orensemontium
- Stenus orientis
- Stenus ornativentris
- Stenus oromo
- Stenus oscillator
- Stenus osellai
- Stenus oshimaensis
- Stenus osman
- Stenus ossium
- Stenus otohime
- Stenus ovalis
- Stenus ovatigutta
- Stenus ovatiguttatus
- Stenus ovicula
- Stenus padschadsiranus
- Stenus paederoides
- Stenus paganettianus
- Stenus painei
- Stenus pakilia
- Stenus pakistanicus
- Stenus palawanensis
- Stenus palifer
- Stenus paliferoides
- Stenus palinurus
- Stenus palla
- Stenus pallidipes
- Stenus pallipes
- Stenus pallitarsis
- Stenus palmaensis
- Stenus palmipes
- Stenus palnimontium
- Stenus palpalis
- Stenus palposus
- Stenus paludicola
- Stenus paludivagus
- Stenus palustris
- Stenus panamensis
- Stenus pandarus
- Stenus pangantihoni
- Stenus panthera
- Stenus panyuhongae
- Stenus papagonis
- Stenus paphlagonicus
- Stenus papio
- Stenus par
- Stenus paracanescens
- Stenus paradecens
- Stenus paradoxus
- Stenus parae
- Stenus paraensis
- Stenus paraflammeus
- Stenus paraguayanus
- Stenus parallelopipedus
- Stenus paramelas
- Stenus parastenoides
- Stenus parcepunctatus
- Stenus parcior
- Stenus parcus
- Stenus pardulus
- Stenus paris
- Stenus parvati
- Stenus parviceps
- Stenus parviformis
- Stenus parvipennis
- Stenus parvuligutta
- Stenus parvus
- Stenus paschtun
- Stenus pasticus
- Stenus pastoralis
- Stenus patroclus
- Stenus patuhamontis
- Stenus paucidentatus
- Stenus pauloensis
- Stenus paululus
- Stenus pauxillus
- Stenus pecki
- Stenus pectinifer
- Stenus pectorifossatus
- Stenus peculiaripes
- Stenus pedator
- Stenus pedemontanus
- Stenus pederseni
- Stenus pediculifer
- Stenus pendleburyi
- Stenus penelope
- Stenus pengzhongi
- Stenus penicillifer
- Stenus penicillus
- Stenus peninsularis
- Stenus pentheri
- Stenus peraffinis
- Stenus peramicus
- Stenus perangustus
- Stenus perarmatus
- Stenus peratus
- Stenus peregrinator
- Stenus peregrinor
- Stenus perfectus
- Stenus perfidiosus
- Stenus perforatus
- Stenus perhospitus
- Stenus perhostilis
- Stenus perillustris
- Stenus peringueyi
- Stenus peripherus
- Stenus periscelidifer
- Stenus permixtus
- Stenus permodestus
- Stenus permolestus
- Stenus permundus
- Stenus pernanus
- Stenus pernix
- Stenus pernobilis
- Stenus perodiosus
- Stenus perparvus
- Stenus perpastus
- Stenus perpauper
- Stenus perpauperculus
- Stenus perpinguis
- Stenus perplexabilis
- Stenus perplexus
- Stenus perplicatus
- Stenus perpropinquus
- Stenus perpulcher
- Stenus perpunctus
- Stenus perpusillus
- Stenus perrarus
- Stenus perroti
- Stenus perrotianus
- Stenus perrugosus
- Stenus perscabratus
- Stenus perscitus
- Stenus persculpturatus
- Stenus persculptus
- Stenus persicus
- Stenus persimilis
- Stenus persimplex
- Stenus personatus
- Stenus perspicabilis
- Stenus perssoni
- Stenus persubtilis
- Stenus pertenuis
- Stenus pertricosus
- Stenus perturbator
- Stenus pertusus
- Stenus peruvianus
- Stenus pervenustus
- Stenus perversor
- Stenus pervilis
- Stenus pfeifferi
- Stenus pflegeri
- Stenus phaeax
- Stenus phaenomenalis
- Stenus philippinus
- Stenus phyllobates
- Stenus piceolus
- Stenus picipennis
- Stenus picipes
- Stenus pictus
- Stenus pieperi
- Stenus pigafettai
- Stenus pilicornis
- Stenus piliferus
- Stenus pilifrons
- Stenus pilipes
- Stenus pilli
- Stenus pilosiventris
- Stenus pilosivestis
- Stenus pilus
- Stenus pinguis
- Stenus pinniger
- Stenus piscator
- Stenus piscevorus
- Stenus plagiator
- Stenus plagiocephalus
- Stenus planatus
- Stenus planifrons
- Stenus planus
- Stenus platythrix
- Stenus plaumanni
- Stenus plaumannianus
- Stenus plaumanniellus
- Stenus plicipennis
- Stenus plumbarius
- Stenus plumbativestis
- Stenus plumbatus
- Stenus plumbeus
- Stenus plumbivestis
- Stenus pluripunctus
- Stenus pluto
- Stenus pluvius
- Stenus podagricus
- Stenus pollens
- Stenus polydamas
- Stenus polydorus
- Stenus ponticus
- Stenus popocatepetlensis
- Stenus poppiusi
- Stenus poseidon
- Stenus posticalis
- Stenus postnotatus
- Stenus potameis
- Stenus potosimontis
- Stenus praecellens
- Stenus praeclarus
- Stenus praedator
- Stenus praedictus
- Stenus praenobilis
- Stenus pressus
- Stenus pretiosus
- Stenus pretoriensis
- Stenus priamus
- Stenus primitivus
- Stenus primus
- Stenus prismalis
- Stenus probus
- Stenus procericornis
- Stenus proclinatus
- Stenus proconsularis
- Stenus proditor
- Stenus productus
- Stenus proetzeli
- Stenus profundepunctatus
- Stenus profundepunctus
- Stenus profundesulcatus
- Stenus prolixus
- Stenus prometheus
- Stenus prominens
- Stenus proprius
- Stenus prospector
- Stenus protector
- Stenus protrudens
- Stenus protuberans
- Stenus providus
- Stenus prudeki
- Stenus pruinosus
- Stenus psammophilus
- Stenus pseudoboops
- Stenus pseudocoeruleus
- Stenus pseudoflammeus
- Stenus pseudofossulatus
- Stenus pseudogutta
- Stenus pseudojunceus
- Stenus pseudoleptopus
- Stenus pseudolus
- Stenus pseudomicuba
- Stenus pseudopictus
- Stenus pseudoravus
- Stenus pseudoscaber
- Stenus pseudotropicus
- Stenus pterobrachys
- Stenus puberulus
- Stenus pubescens
- Stenus pubicornis
- Stenus pubiformis
- Stenus pubipenis
- Stenus pudefactus
- Stenus pudicus
- Stenus pueblanus
- Stenus puetzi
- Stenus pugnax
- Stenus pulchellulus
- Stenus pulchellus
- Stenus pulcher
- Stenus pulcherrimus
- Stenus pulchricolor
- Stenus pulchriguttatus
- Stenus pulchrior
- Stenus pulchripennis
- Stenus pulchritinctus
- Stenus pulchritogatus
- Stenus pulchrivestis
- Stenus pullatus
- Stenus pullulus
- Stenus pullus
- Stenus pulvinatus
- Stenus pumilio
- Stenus punctatus
- Stenus puncticollis
- Stenus punctidorsus
- Stenus punctifer
- Stenus punctiventris
- Stenus purus
- Stenus pushan
- Stenus pusillimus
- Stenus pusillulus
- Stenus pusillus
- Stenus pustulatus
- Stenus pustulifer
- Stenus puthzi
- Stenus puthzianus
- Stenus puthziellus
- Stenus puthzorum
- Stenus pygmaeus
- Stenus pygmalion
- Stenus qingliangfengus
- Stenus qionglaimontium
- Stenus quaesitus
- Stenus quatei
- Stenus quebecensis
- Stenus quedenfeldti
- Stenus quetzalcoatl
- Stenus quipu
- Stenus quirsfeldi
- Stenus quisquilius
- Stenus raddei
- Stenus radulipenis
- Stenus rafflesi
- Stenus raja
- Stenus ranops
- Stenus rasilis
- Stenus ravus
- Stenus rayanus
- Stenus reconditus
- Stenus recticrus
- Stenus rectifrons
- Stenus rectipunctus
- Stenus recurvatus
- Stenus reelsi
- Stenus regalis
- Stenus regressus
- Stenus regularis
- Stenus reitteri
- Stenus reitterianus
- Stenus remorator
- Stenus remotus
- Stenus renifer
- Stenus renjiafenicus
- Stenus repentinus
- Stenus repletus
- Stenus ressli
- Stenus reticulatus
- Stenus reticulivestis
- Stenus retitogatus
- Stenus retrusus
- Stenus reuteri
- Stenus rhodesianus
- Stenus riedeli
- Stenus riedelianus
- Stenus rigidus
- Stenus riguus
- Stenus rimac
- Stenus rimulosoides
- Stenus rimulosus
- Stenus ripicursor
- Stenus ritamontium
- Stenus riukiuensis
- Stenus rivularis
- Stenus rorellus
- Stenus rossi
- Stenus rostellifer
- Stenus rothi
- Stenus rotulirugulosus
- Stenus roubalianus
- Stenus rougemonti
- Stenus rousi
- Stenus rubronotatus
- Stenus rufaeneus
- Stenus rufescens
- Stenus rufipes
- Stenus rufomaculatus
- Stenus rufoornatus
- Stenus rugatipennis
- Stenus rugativestis
- Stenus rugicollis
- Stenus ruginosipennis
- Stenus ruginositogatus
- Stenus ruginosivestis
- Stenus ruginosus
- Stenus rugipennis
- Stenus rugosiformis
- Stenus rugosipennis
- Stenus rugositogatus
- Stenus rugosivestis
- Stenus rugosivestitus
- Stenus rugosulus
- Stenus rugulipennis
- Stenus ruidirugulosus
- Stenus ruivomontis
- Stenus ruralis
- Stenus ruricolaris
- Stenus rusticanus
- Stenus rutilans
- Stenus rutshuruensis
- Stenus ryugu
- Stenus sabulicola
- Stenus sachalinus
- Stenus sacrimontis
- Stenus sadoensis
- Stenus sagax
- Stenus sagittalis
- Stenus sagittarius
- Stenus sagittifer
- Stenus sagittiformis
- Stenus sagittipenis
- Stenus sahlbergi
- Stenus saizi
- Stenus sakaii
- Stenus sakura
- Stenus salebrosus
- Stenus salinus
- Stenus salvadorensis
- Stenus salvini
- Stenus samarensis
- Stenus sanctaecatharinae
- Stenus sandakanensis
- Stenus sandrae
- Stenus sangensis
- Stenus sangha
- Stenus sankisianus
- Stenus sannator
- Stenus sannifer
- Stenus sannio
- Stenus santira
- Stenus sarawakensis
- Stenus sarisophorus
- Stenus satoi
- Stenus satsuki
- Stenus satushin
- Stenus sausai
- Stenus sauteri
- Stenus sauterianus
- Stenus sawadai
- Stenus sawadaianus
- Stenus sawadaiellus
- Stenus sayi
- Stenus scaber
- Stenus scabiosus
- Stenus scabratus
- Stenus scabriculus
- Stenus scabripennis
- Stenus scabripunctus
- Stenus scabrosus
- Stenus scaenicus
- Stenus schah
- Stenus scheerpeltzi
- Stenus scheerpeltzianus
- Stenus schillhammeri
- Stenus schmidti
- Stenus schneiderianus
- Stenus schoedli
- Stenus schubarti
- Stenus schuelkei
- Stenus schuelkeianus
- Stenus schuhi
- Stenus schuhianus
- Stenus schwarzi
- Stenus schwendingeri
- Stenus scissus
- Stenus scitulus
- Stenus scitus
- Stenus scopulus
- Stenus scorpio
- Stenus scottianus
- Stenus scrupeus
- Stenus scruposus
- Stenus scrutator
- Stenus sculptilis
- Stenus sculptipennis
- Stenus sculptor
- Stenus sculpturatus
- Stenus scurra
- Stenus scurrilis
- Stenus scutiger
- Stenus scylla
- Stenus secessus
- Stenus seclusus
- Stenus secretus
- Stenus sectator
- Stenus sedatus
- Stenus segnis
- Stenus sejugatus
- Stenus sellatus
- Stenus semicolon
- Stenus semilineatus
- Stenus semimarginatus
- Stenus seminiger
- Stenus semiputatus
- Stenus semisericeus
- Stenus senegalensis
- Stenus sengleti
- Stenus separandus
- Stenus separatus
- Stenus sepikensis
- Stenus serendibensis
- Stenus serotinus
- Stenus serratimarginatus
- Stenus serratipenis
- Stenus serratus
- Stenus setiger
- Stenus setipennis
- Stenus setiventris
- Stenus setosiventris
- Stenus setosivestis
- Stenus setosus
- Stenus sexualis
- Stenus sharkeyi
- Stenus sharpi
- Stenus shenshanjiai
- Stenus shepardi
- Stenus shibatai
- Stenus shibataiellus
- Stenus shilovi
- Stenus shogun
- Stenus shoshonis
- Stenus shuheii
- Stenus siberutensis
- Stenus sibiricus
- Stenus sicardi
- Stenus siemiradskii
- Stenus signatipennis
- Stenus signifer
- Stenus sikh
- Stenus sikkimensis
- Stenus silvaticulus
- Stenus simienicola
- Stenus similigenus
- Stenus similioides
- Stenus similior
- Stenus similis
- Stenus simius
- Stenus simlaensis
- Stenus simonae
- Stenus simpliciclunis
- Stenus simplicicollis
- Stenus simplicigutta
- Stenus simplicipenis
- Stenus simplicipes
- Stenus simulans
- Stenus simulatilis
- Stenus simulator
- Stenus singaporensis
- Stenus singgalangensis
- Stenus siphonifer
- Stenus sirenius
- Stenus skalei
- Stenus skanda
- Stenus skoraszewskyi
- Stenus smaragdinus
- Stenus smetanai
- Stenus sodalis
- Stenus sogai
- Stenus soleatus
- Stenus solidus
- Stenus solitarius
- Stenus solodovnikovi
- Stenus solstitialis
- Stenus solutus
- Stenus soma
- Stenus sondaicus
- Stenus songxiaobini
- Stenus sordidatus
- Stenus sordidipes
- Stenus sordidulipes
- Stenus sordidus
- Stenus spangleri
- Stenus spanglerianus
- Stenus sparsepilosus
- Stenus sparsifrons
- Stenus sparsus
- Stenus spathifer
- Stenus spathipenis
- Stenus spathulipenis
- Stenus speculifer
- Stenus speculifrons
- Stenus spenceri
- Stenus sperlingi
- Stenus sphaerops
- Stenus spicativentris
- Stenus spinicollis
- Stenus spinifer
- Stenus spinipennis
- Stenus spinosicuspis
- Stenus spinosus
- Stenus spinulipes
- Stenus spinuliventris
- Stenus spissicollis
- Stenus spissifrons
- Stenus splendidulus
- Stenus splendidus
- Stenus spoliatus
- Stenus spongifer
- Stenus sponsa
- Stenus spurius
- Stenus squamosus
- Stenus srisukai
- Stenus stanae
- Stenus staturosus
- Stenus staudingerianus
- Stenus steineri
- Stenus stellionator
- Stenus stenopus
- Stenus steubeni
- Stenus stevenini
- Stenus stigmatias
- Stenus stigmaticus
- Stenus stigmifer
- Stenus stigmosus
- Stenus stigmula
- Stenus stolarczyki
- Stenus strabo
- Stenus strandi
- Stenus strangulatus
- Stenus strejceki
- Stenus strigosus
- Stenus strobilus
- Stenus struyvei
- Stenus stygicus
- Stenus suaveolus
- Stenus subaeneus
- Stenus subarcticus
- Stenus subascendens
- Stenus subcautus
- Stenus subcoeruleus
- Stenus subcordatus
- Stenus subcyanescens
- Stenus subcylindricus
- Stenus subdepressus
- Stenus subditus
- Stenus subegenus
- Stenus subescensus
- Stenus subfasciatus
- Stenus subfrustratus
- Stenus subguttalis
- Stenus subhostilis
- Stenus subiniquus
- Stenus subleptocerus
- Stenus subligurifer
- Stenus submaculatus
- Stenus submetallicus
- Stenus submodicus
- Stenus subnotatus
- Stenus subopacus
- Stenus subserratus
- Stenus subsimilis
- Stenus subsobrinus
- Stenus substrictus
- Stenus subthoracicus
- Stenus succinifer
- Stenus sucinigutta
- Stenus sugayai
- Stenus sugiei
- Stenus sulawesicola
- Stenus sulcaticeps
- Stenus sulcatipennis
- Stenus sulcifer
- Stenus sulcipennis
- Stenus sumbaensis
- Stenus superfasciatus
- Stenus suramensis
- Stenus surinamus
- Stenus suryongensis
- Stenus suspectatus
- Stenus svanus
- Stenus svenhedini
- Stenus syaca
- Stenus sybaris
- Stenus sylvester
- Stenus syugen
- Stenus szechuanus
- Stenus tabascensis
- Stenus tacitus
- Stenus tahoensis
- Stenus taibaishanus
- Stenus taigae
- Stenus taiyangshanus
- Stenus takane
- Stenus takashii
- Stenus takedai
- Stenus tampoketsanus
- Stenus tampolo
- Stenus tangliangi
- Stenus tanimbarensis
- Stenus tanzaniae
- Stenus taoi
- Stenus taprobanensis
- Stenus tardus
- Stenus tarsalis
- Stenus tateoi
- Stenus taurops
- Stenus taurus
- Stenus tectifrons
- Stenus tectus
- Stenus telemachus
- Stenus telnovi
- Stenus tenebe
- Stenus tenebricosus
- Stenus tenebricus
- Stenus tenganus
- Stenus tenuiculus
- Stenus tenuimarginalis
- Stenus tenuimargo
- Stenus tenuipes
- Stenus teres
- Stenus terlutteri
- Stenus testaceopiceus
- Stenus tetzihuatzin
- Stenus tezozomoc
- Stenus thalassinus
- Stenus thanonensis
- Stenus thaumatocerus
- Stenus theresae
- Stenus thioni
- Stenus thoracicus
- Stenus tianmushanus
- Stenus tianquanensis
- Stenus tibialis
- Stenus tichomirovae
- Stenus tim
- Stenus timorensis
- Stenus tinctus
- Stenus titicacanus
- Stenus tizoc
- Stenus tlacaelel
- Stenus togulifer
- Stenus tohokuensis
- Stenus tokunis
- Stenus tomitaorum
- Stenus tonghanggangus
- Stenus topali
- Stenus toppi
- Stenus toraja
- Stenus toripennis
- Stenus torrentis
- Stenus torrentum
- Stenus tortuosus
- Stenus toshiharui
- Stenus toukin
- Stenus toxopei
- Stenus traducticius
- Stenus traili
- Stenus transbaicalicus
- Stenus transformis
- Stenus transitus
- Stenus transsilvanicus
- Stenus transvaalensis
- Stenus trapezipennis
- Stenus trapezivestis
- Stenus traversifrons
- Stenus trepidillus
- Stenus trepidus
- Stenus tricatus
- Stenus tricolor
- Stenus tricornis
- Stenus tricuspis
- Stenus tridens
- Stenus tridentifer
- Stenus tridentipenis
- Stenus trifidus
- Stenus triformis
- Stenus trifurcatus
- Stenus trigeminus
- Stenus trigonuroides
- Stenus trinitatis
- Stenus triprotrudens
- Stenus trispinosus
- Stenus tristis
- Stenus trisulcatus
- Stenus triton
- Stenus trivialis
- Stenus trochanterinus
- Stenus troile
- Stenus tronqueti
- Stenus tropicus
- Stenus truncatus
- Stenus tsara
- Stenus tsaratananus
- Stenus tschadensis
- Stenus tsukubamontis
- Stenus tsurusakii
- Stenus tuberculatus
- Stenus tuberculicollis
- Stenus tuberosicollis
- Stenus tubiventris
- Stenus tujuhmontis
- Stenus tumidicollis
- Stenus tumidulipennis
- Stenus tumifactus
- Stenus tumoripennis
- Stenus turbulentus
- Stenus turcicus
- Stenus turgidicollis
- Stenus turk
- Stenus turnai
- Stenus turnerianus
- Stenus tuyueyei
- Stenus tydeus
- Stenus ubusuna
- Stenus uedai
- Stenus uenoi
- Stenus uhligi
- Stenus uhligorum
- Stenus ukon
- Stenus ulcerosus
- Stenus uluguruensis
- Stenus umbifrons
- Stenus umbonicollis
- Stenus umbratilis
- Stenus umbricus
- Stenus umbrosus
- Stenus unagi
- Stenus unciformis
- Stenus uncinulatus
- Stenus unctitogatus
- Stenus unctivestis
- Stenus unctivestitus
- Stenus unctus
- Stenus undulatus
- Stenus uneme
- Stenus unguliventris
- Stenus unicoloratus
- Stenus unicuspidatus
- Stenus uniformis
- Stenus unzenmontis
- Stenus upembaensis
- Stenus usitatus
- Stenus ussuriensis
- Stenus utan
- Stenus utzungweanus
- Stenus vadoni
- Stenus vagans
- Stenus valens
- Stenus varicosus
- Stenus variipennis
- Stenus varipes
- Stenus variunguis
- Stenus varius
- Stenus vastator
- Stenus vegetus
- Stenus velebiticus
- Stenus velocipes
- Stenus velox
- Stenus venator
- Stenus ventralis
- Stenus ventridens
- Stenus venustus
- Stenus veracruzmontis
- Stenus vermicularis
- Stenus vermiculifer
- Stenus vermipennis
- Stenus vermivestis
- Stenus vernicosus
- Stenus verticalis
- Stenus veselovae
- Stenus vespertinus
- Stenus vespuccii
- Stenus vestalis
- Stenus vestigialis
- Stenus vexabilis
- Stenus vexativus
- Stenus vexator
- Stenus vexatus
- Stenus vicinoides
- Stenus vicinus
- Stenus vidua
- Stenus vietnamensis
- Stenus viettei
- Stenus vijaya
- Stenus vilhenai
- Stenus villac
- Stenus villosiventris
- Stenus vinnulus
- Stenus violaceus
- Stenus virginiae
- Stenus virgo
- Stenus virgula
- Stenus viridanoides
- Stenus viridans
- Stenus viridanus
- Stenus viridescens
- Stenus virideus
- Stenus viridiaeneus
- Stenus viridicans
- Stenus viridifulgens
- Stenus viridimicans
- Stenus viridinitens
- Stenus viridis
- Stenus viriditogatus
- Stenus viridivestis
- Stenus visendus
- Stenus vitabundus
- Stenus vitalei
- Stenus viti
- Stenus vohitrosae
- Stenus volkeri
- Stenus volkerputhzi
- Stenus voluptabilis
- Stenus voluptarius
- Stenus volvulus
- Stenus voraginosus
- Stenus vorticipennatus
- Stenus vorticipennis
- Stenus vorticipennoides
- Stenus votrubai
- Stenus vulcanus
- Stenus vulgaris
- Stenus wagnerianus
- Stenus wakayamanus
- Stenus wallisi
- Stenus wanglangus
- Stenus warabi
- Stenus wasabi
- Stenus wasamatanus
- Stenus wasmanni
- Stenus watanabeianus
- Stenus watrousi
- Stenus weigeli
- Stenus weisei
- Stenus wendeleri
- Stenus werneri
- Stenus wickhami
- Stenus wilhelmmontis
- Stenus wittei
- Stenus wittmeri
- Stenus wrangeli
- Stenus wrasei
- Stenus wuesthoffi
- Stenus wugongshanus
- Stenus wujiei
- Stenus wuyanlingus
- Stenus wuyiensis
- Stenus wuyimontium
- Stenus xenia
- Stenus xiaoxiangensis
- Stenus xichangensis
- Stenus xilingmontis
- Stenus xilingshanus
- Stenus xuemontium
- Stenus xueshanus
- Stenus xuwangi
- Stenus yamabusi
- Stenus yamajii
- Stenus yamato
- Stenus yanacona
- Stenus yanoianus
- Stenus yaoluopingus
- Stenus yashiro
- Stenus yasuakii
- Stenus yasuhikoiellus
- Stenus yasutoshii
- Stenus yatsugatakensis
- Stenus yinziweii
- Stenus yokozekii
- Stenus yoshidai
- Stenus yoshitomii
- Stenus yukawai
- Stenus yunnanensis
- Stenus yupanqui
- Stenus yuyimingi
- Stenus zabolicus
- Stenus zaishin
- Stenus zanettii
- Stenus zapotec
- Stenus zdenae
- Stenus zerchei
- Stenus zetteli
- Stenus zettelianus
- Stenus zhaiyanbini
- Stenus zhangdinghengi
- Stenus zhangyejunianus
- Stenus zhangyuqingi
- Stenus zhejiangensis
- Stenus zhemoshanus
- Stenus zhongdianus
- Stenus zhoudeyaoi
- Stenus zhujianqingi
- Stenus zhulilongi
- Stenus zhuxiaoyui
- Stenus ziegleri
- Stenus zimmermanni
- Stenus zoilus
- Stenus zulu
- Stenus zumpti
- Stenus zunicoides
- Stenus zunicus
- Stenus zunilensis